# تپه کوتلان ۱
تپه کوتلان ۱ مربوط به سدهٔ ۸–۶ ه.ق است و در شهرستان ارومیه، بخش مرکزی، دهستان روضه‌چای، روستای کوتلان واقع شده و این اثر در تاریخ ۲۵ آبان ۱۳۸۷ با شمارهٔ ثبت ۲۳۵۸۸ به‌عنوان یکی از آثار ملی ایران به ثبت رسیده است.